# Gustavia
Gustavia è il centro principale dell'isola di Saint-Barthélemy (chiamata anche Saint Barths). Deve il suo nome al re Gustavo III di Svezia. St. Barts fu in origine un possedimento francese e quest'area era chiamata Le Carénage per il riparo che offriva alle navi. La città fu fondata in seguito, quando la Svezia ottenne l'isola nel 1785 in cambio di diritti commerciali a Göteborg offerti alla Francia, che riottenne comunque l'isola nel 1878. Secondo gli archivi il nome Gustavia apparve tra il 28 dicembre 1786 e il 9 febbraio 1787. 
L'economia attuale della città, come quella dell'isola, si basa sul turismo di alta gamma, con negozi di lusso e strutture ricettive esclusive.